# BAE Systems
БАЕ Системс је британска мултинационална компанија за одбрану, безбедност и ваздухопловство. Седиште компаније је у Лондону у Великој Британији и има операције широм света. Она је једна од највећих светских одбрамбених компанија; она је рангирана као трећа по величини на основу важећих прихода за 2015. годину. [5] Њене највеће операције су у Уједињеном Краљевству и Сједињеним Америчким Државама, где је њихова филијала БАЕ Системс Инц. једна од шест највећих добављача Министарства одбране САД. Остала главна тржишта укључују Аустралију, Индију и Саудијску Арабију, што чини око 20% укупне продаје БАЕ-а. [6] То је највећи произвођач у Британији. [6] Компанија је формирана 30. новембра 1999. године спајањем две британске компаније: Маркони Електроник Системс (МЕС) - одељак за одбрамбену електронику и поморску бродоградњу компаније Генерал Електрик (ГЕЦ) - и Бритиш Аероспејс (БАе) - произвођач ваздухоплова, муниције и поморских система.
БАЕ Системс је наследник различитих авиона, бродоградње, оклопних возила, наоружања и компанија за одбрамбену електронику, укључујући и компанију Маркони, прву комерцијалну компанију која је посвећена развоју и кориштењу радија; А. В. Рое и Компанија, једна од првих светских авио компанија; де Хавилланд, произвођач Комете, првог комерцијалног авиона у свету; Бритиш Еркрафт (British Aircraft) корпорација, копроизвођач суперсоничног авиона Конкорда; Супермарин, произвођач славног Спитфајера; Јароу бродоградња, градитељи првог разарача краљевске морнарице; Феирфилд бродоградња и инжињеринг компанија, пионир мотора са троструком експанзијом и градитељ првог брзог бојног брода (Battlecruiser) у свету; и Викерс бродоградња и инжињеринг, градитељ прве подморнице Краљевске морнарице. Од свог оснивања направио је бројна преузимања компанија, а нарочито Јунајтед Дефенс и Армор Холдингс у Сједињеним Државама и продао своје акције Аирбусу, Астриуму, АМС-у и Атлас Електрониксу.
БАЕ Системс је укључен у неколико главних пројеката одбране, укључујући Локхед Мартин Ф-35 Муња 2, Еурофајтер Тајфун, подморницу нуклеарног типа Астуте и носача авиона Краљица Елизабета. БАЕ Системс се котира на Лондонској берзи и састоји се од индекса ФТСЕ 100.

## Организација
БАЕ Системс има седиште у Вестминстеру, главном делу Лондона. Поред својих централних канцеларија у Лондону, има и канцеларију у Фарнбороу у Хемпширу у којој су смештени стручњаци и помоћне структуре.
Компанија дели своје пословање на следеће пословне групе:

#### Примењена интелигенција
Ова секција производи хардверске и софтверске производе за заштиту и унапређивање критичне имовине. Одељење укључује БАЕ Системс Примењене Интелигенције.

#### Саудијска Арабија
Ова секција подржава клијенте у Саудијској Арабији, укључујући пројекат Ал Јамама и каснији уговор са Саудијским Тајфуном.

#### Обавештајна делатност и безбедност
Ова секција пружа средства за критичну сигурност виртуелне безбедности, информационе технологије као и обавештајне аналитичке и помоћне алате.

#### Поморска
Ова секција пројектује и производи поморске бродове и подморнице. Дивизија укључује БАЕ Системс Маритајм - Поморски бродови и БАЕ Системс Маритајм - Подморнице.
Поморска је наследила бродске системе компаније Инсајт (Insyte), на пример БАЕ Системс подводни системи и поморски радар.

#### Регионална авијација
Ова секција производи регионалне авионе и пружа услуге подршке регионалним авиокомпанијама.

#### Аустралија
Ова секција подржава клијенте у Аустралији.

#### Електронски системи
Ова секција снабдева летачке и моторне контроле за електронско ратовање и ноћне видне системе, сензоре за надзор и извиђање, сигурносно умрежену комуникациону опрему и системе за контролу напајања и енергије.

#### Платформе и услуге
Ова секција дизајнира, развија, производи, подржава, одржава, модернизује и надограђује оклопна борбена возила, возила на точкове, поморске топове, надпалубна поморска оружја, теретна пловила, ракетне лансере, артиљеријске системе, војне ратне технике и заштитну одећу и оклоп. Ова секција укључује БАЕ Системс Земљани системи и Наоружање. Такође укључује пројекте као што је Таранис. Компанијино учешће од 33% у Еурофајтер Јагдфлугцојг ГмбХ (33%) представља своје учешће у пројекту Еурофајтер Тајфун.

#### Војни ваздухопловство и информације
Ова секција пружа супериорност информација и ваздушну моћ купцима. Одељење укључује услуге БАЕ Системс Војно Ваздухопловство и Обавештајност

#### Дељене Услуге
Ова секција пружа заједничке могућности и услуге подршке, пре свега интерним корисницима. Такође укључује 49% учешћа у Ер Астана (главна авиокомпанија Казахстана).